# Un automne à Great Yarmouth
Pour plus de détails, voir Fiche technique et Distribution.
Un automne à Great Yarmouth est un film portugais réalisé par Marco Martins et sorti en 2022.

## Fiche technique
Sauf indication contraire, les informations mentionnées dans cette section peuvent être confirmées par les bases de données cinématographiques IMDb et Allociné,  présentes dans la section « Liens externes ».
- Titre original : Great Yarmouth: Provisional Figures
- Réalisation : Marco Martins
- Scénario : Marco Martins et Ricardo Adolfo
- Musique : Jim Williams
- Décors : Wayne dos Santos
- Costumes : Isabel Carmona
- Photographie : João Ribeiro
- Montage : Karen Harley et Mariana Gaivão
- Son :
- Production : Filipa Reis et Kamilla Kristiane Hodøl
- Sociétés de production :
- Société de distribution : Damned Distribution
- Pays de production :  Portugal,  France et  Royaume-Uni
- Langue originale : portugais et anglais
- Format : couleur
- Genre : drame
- Durée : 113 minutes
- Dates de sortie :
  - Espagne : 21 septembre 2022 (Saint-Sébastien)
  - France : 
    - 9 décembre 2022 (Festival Univerciné Britannique)
    - 6 septembre 2023 (en salles)

  - Portugal : 16 mars 2023

## Distribution
Sauf indication contraire ou complémentaire, les informations mentionnées dans cette section proviennent du générique de fin de l'œuvre audiovisuelle présentée ici.
- Nuno Lopes : Carlos
- Beatriz Batarda : Tânia
- Kris Hitchen : Richard
- Romeu Runa : Raúl
- Rita Cabaço : Sandra
- Hugo Bentes : Cardoso
- Peter Caulfield (en) : Joe
- Achilles Fuzier : un enfant gitan